# Clémentine Célarié
Clémentine Célarié, née le 12 octobre 1957 à Dakar (Territoire du Sénégal), est une actrice, réalisatrice, metteuse en scène, chanteuse et autrice française.

## Biographie

### Jeunesse et formation
Clémentine Célarié, de son vrai prénom Meryem, est la fille d'André Célarié (1922-2021), écrivain et journaliste radio à Ocora Radio France, et de Martine Bréguet, secrétaire de production, issue de la famille Breguet. Elle a deux frères, Laurent et Loïc.
Née au Sénégal, elle vit les douze premières années de sa vie au Cameroun, au Zaïre et au Gabon au gré des affectations de ses parents. À treize ans, elle est exclue du collège de Libreville à la suite d'une altercation avec un élève et se retrouve pensionnaire en France dans le collège des Ursulines de Saint-Germain-en-Laye. Alors qu'elle a seize ans, la famille s'installe à Lille où le père est nommé professeur à l’École supérieure de journalisme.

### Parcours d'actrice
Reçue au baccalauréat, elle fait un séjour d'un an aux États-Unis. À son retour, elle suit des cours de théâtre et de chant mais échoue au Conservatoire national supérieur d'art dramatique (à l'âge de 19 ans). Elle joue quelques rôles au café-théâtre avec la troupe du Splendid. En 1983, elle est choisie par Jean-Bernard Hebey pour présenter l'émission 22 v'là l'rock ! spéciale femmes, où elle fait de petits sketches. Après quelques seconds rôles, elle est révélée en 1986 (Nomination au César de la meilleure actrice dans un second rôle), dans un rôle d'épouse frustrée dans le film de Jean-Jacques Beineix : 37°2 le matin. Elle rencontre son public dans La Femme secrète, La Vie dissolue de Gérard Floque, Le Complexe du kangourou. En 1992, elle est nommée aux Césars pour son rôle dans Nocturne indien. Dans les années 1990, elle tourne une série de comédies grand public, telle La Vengeance d'une blonde.
La décennie s'achève avec un retour au théâtre et à la chanson. La pièce Madame Sans-Gêne au théâtre Antoine (2000) lui procure en 2002 la nomination au Molière de la comédienne. Elle obtient un certain succès dans la pièce de Goldoni, La serva amorosa et à la télévision, avec des téléfilms tels que Sa raison d'être ou la série Les Bleus : Premiers pas dans la police. En 2011, elle interprète le personnage de Marthe Richard dans un téléfilm, puis elle reçoit le prix d'interprétation au Festival de la Rochelle pour J'ai peur d'oublier.
En juillet 2011, Clémentine Célarié présente au festival d'Avignon Groo2ve, un spectacle chorégraphique et musical qu'elle interprète avec ses trois fils et Sidney. Du 2 au 7 avril 2012, elle est présidente du jury, dans la catégorie Fiction au festival de cinéma de Valenciennes.

### Musique et radio
Dès les années 1980, Clémentine Célarié commence une carrière à la radio en étant animatrice avec Christophe Bourseiller sur la première radio thématique « Jeune » de Radio France : Radio 7, diffusée sur la fréquence de 99,7 MHz en modulation de fréquence uniquement sur la région parisienne, qui était le Mouv' de l'époque. C'est dans cette station que Patrick Meyer lui conseille d'adopter le pseudonyme de Clémentine. Sur France Inter, après avoir participé à l'émission Comme des mouches de Jean-Marc Terrasse, Clémentine Célarié collabore avec Daniel Mermet, puis avec François Jouffa (la série d'émissions Disques d'Or) avant de rejoindre Julien Delli Fiori en 1985 pour Jazz à tous les étages.
En 1984, elle collabore avec le chanteur Carlos et intervient comme danseuse dans le clip vidéo Baby bla bla (Susanna)[réf. souhaitée].
Elle est la porte-parole du jury français lors du Concours Eurovision de la chanson 1985 diffusé sur Antenne 2 et France Inter.
En 1996, sort l'album Pas l'âme d'une dame. En 2002, elle chante sur le single Tengo Nada de Charles Schillings.
En 2006, elle sort l'album Family Groove, réalisé par son fils Abraham et Éric Serra et sur lequel elle chante avec ses trois fils, Abraham, Gustave et Balthazar. En septembre 2007, elle enregistre Un peu d'air pur et Hop ! avec Véronique Sanson.

### Spectacles humoristiques
Elle a aussi écrit des spectacles humoristiques dont Madame sans chaînes mise en scène de son fils Abraham Diallo.

### Engagements
En 1994 sur le plateau du Sidaction, après que Christophe Dechavanne a rappelé les pratiques à risque en matière de contamination, elle embrasse Patrice Janiaud, un jeune homme séropositif, pour contribuer à la lutte contre les idées reçues sur le VIH. Elle réitèrera avec le même homme en 2018, sur le plateau des Enfants de la Télé.
Elle soutient officiellement François Hollande pour l'élection présidentielle de 2012, en étant présente par exemple lors de son meeting à Limoges, le 27 avril.
Elle monte plusieurs pièces de théâtre mettant en avant des catégories de personnes mises en retrait dans la société française : Noir comme moi, La Danse Immobile où elle rend leur noblesse aux atteints d'une maladie grave paralysante, la maladie de Charcot, Le Monde de Rita où elle réveille l'esprit d'initiative d'une femme pour vivre le bonheur de façon très simple. Dans le même esprit, elle joue dans Darius, le rôle d'une mère dont le fils a perdu tous les sens sauf l'odorat.
En janvier 2024, dans le cadre de l'affaire Gérard Depardieu, Clémentine Célarié se désolidarise de la tribune N'effacez pas Gérard Depardieu qu'elle avait signée en décembre. Elle déclare : « Je suis impulsive, je me suis emportée et je le regrette douloureusement. Je me suis trompée. Je présente toutes mes excuses à celles et ceux que j’ai pu blesser, car je suis de tout mon cœur à leurs côtés ».

### Vie privée
Elle a trois enfants : le musicien Abraham Diallo dit Tismé (24 avril 1985), né de sa relation avec le bassiste franco-malien-guinéen Henri Diallo, puis le musicien Gustave (5 mai 1990) et Balthazar (1992), nés de sa relation avec le réalisateur belge Christophe Reichert.

## Résumé de carrière

### Publications
- 2003 : Marcella, Calmann-Lévy  (ISBN 2702119174)
- 2007 : Mes Ailes, Michel Lafon  (ISBN 2749906768)
- 2012 : Les Amoureuses, Le Cherche midi  (ISBN 2749127297)
- 2015 : On s'aimera, Le Cherche midi  (ISBN 2749133106)
- 2017 : À la folie, Le Cherche midi  (ISBN 2749150604)[19]

### Théâtre

#### Comédienne
- Les Sorcières de Salem d’Arthur Miller
- L’Annonce faite à Marie de Paul Claudel, mise en scène P. Casari
- La Maison de Bernarda Alba de Federico García Lorca, mise en scène Janine Berdin
- 1989 : Marcella de Clémentine Célarié, mise en scène C. Reichert, Espace Européen
- 1994 : Drôle de couple de Neil Simon, mise en scène Bernard Murat, Théâtre des Bouffes-Parisiens
- 1997 : Les Variations Goldberg de George Tabori, mise en scène Daniel Benoin
- 1997 : Dérapage d'après Arthur Miller, mise en scène Jérôme Savary, Théâtre de Paris
- 2001 : Madame Sans Gêne de Victorien Sardou, mise en scène Alain Sachs, Théâtre Antoine
- 2004 : Mon cabaret de Clémentine Célarié, Théâtre Le Temple
- 2005 : Madame sans chaînes, one woman show de Clémentine Célarié, mise en scène Abraham Diallo, Café de la Gare
- 2005 : Le Journal de Jules Renard, Petit Hébertot
- 2006 : Le Journal de Jules Renard, Petit Hébertot
- 2006 : Les Grandes Occasions de Bernard Slade, mise en scène Bernard Murat, théâtre Édouard VII
- 2008 : La Tectonique des sentiments d'Éric-Emmanuel Schmitt, mise en scène de l'auteur, Théâtre Marigny
- 2008 : Prenez garde à l'amour- Contes de Maupassant, Théâtre de l'Atelier
- 2009 : Pour Bobby de Serge Valletti, mise en scène Christophe Correia, Théâtre du Chien qui Fume, Festival Off d'Avignon
- 2009 : La serva amorosa de Carlo Goldoni, mise en scène Christophe Lidon, Théâtre Hébertot
- 2011 : Noir comme moi d'après Dans la peau d'un noir de John Howard Griffin, Théâtre du Chien qui Fume (Avignon)
- 2011 : Madame Sans Gêne de Victorien Sardou, mise en scène Alain Sachs, Théâtre Antoine
- 2011 : Des Nouvelles de Maupassant, Petit Hébertot
- 2012 : Calamity Jane, de Jean-Noël Fenwick, mise en scène Alain Sachs, Théâtre de Paris
- 2012 : Noir comme moi d'après Dans la peau d'un noir de John Howard Griffin, Théâtre du Chien qui fume, Festival Off d'Avignon
- 2013 : Noir comme moi d'après Dans la peau d'un noir de John Howard Griffin, Théâtre des Nouveautés, puis Théâtre du Chien qui fume, Festival Off d'Avignon
- 2013 : La Danse immobile de Clémentine Célarié et Thierry Monfray, Auditorium du Conservatoire Léo Delibes
- 2014 : La Danse immobile de Clémentine Célarié et Thierry Monfray, Théâtre du Chien qui fume, Festival Off d'Avignon
- 2015 : La Danse immobile de Clémentine Célarié et Thierry Monfray, Tournée
- 2015 : Vingt-quatre heures de la vie d'une femme de Stefan Zweig, adaptation Éric-Emmanuel Schmitt, mise en scène Steve Suissa, Théâtre Rive Gauche
- 2016 : Le Monde de Rita de Clémentine Célarié, Théâtre du Chien qui fume, Festival Off d'Avignon
- 2016 : Darius de Jean-Benoît Patricot, mise en scène Anne Bouvier, Théâtre du Chêne Noir, Festival Off d'Avignon
- 2017 : Darius de Jean-Benoît Patricot, mise en scène Anne Bouvier, Théâtre des Mathurins, tournée
- 2017 : Sur la route de Madison d'après Robert James Waller, mise en scène Anne Bouvier, Théâtre du Chêne Noir, Festival Off d'Avignon
- 2018 : Darius de Jean-Benoît Patricot, mise en scène Anne Bouvier, Théâtre des Champs-Élysées
- 2019 - 2020 : Une vie d'après Guy de Maupassant, mise en scène Arnaud Denis, théâtre des Mathurins
- 2023 : Une vie d'après Guy de Maupassant, mise en scène Arnaud Denis, Théâtre du Petit-Saint-Martin
- 2023 : Je suis la maman du bourreau de David Lelait-Helo, mise en scène Clémentine Célarié, Festival off d'Avignon, Théâtre du Chien qui fume
- 2024 : Je suis la maman du bourreau de David Lelait-Helo, mise en scène Clémentine Célarié, La Pépinière-Théâtre

#### Metteur en scène
- 2003 : La Fesse cachée de la lune de Frédéric Longbois, Théâtre Mouffetard
- 2004 : Électrocardiogramme de Florence Savignat, Théâtre d'Edgar
- 2008 : Ma vie d'extra-terrestre de Patricia Assouline, Claude Fraize, Audrey Lemoine, Théâtre d'Edgar
- 2012 : Dans la peau d'un noir (mise en scène de son fils Abraham Diallo inspiré du livre de John Howard Griffin)
- 2023 : Je suis la maman du bourreau de David Lelait-Helo, Festival off d'Avignon, Théâtre du Chien qui fume
- 2024 : Je suis la maman du bourreau de David Lelait-Helo, La Pépinière-Théâtre

### Filmographie

#### Cinéma

##### Longs métrages
- 1983 : Garçon ! de Claude Sautet : Margot
- 1984 : Les Nanas d'Annick Lanoë : Eliane
- 1984 : La Vengeance du serpent à plumes de Gérard Oury
- 1984 : Paroles et Musique d'Élie Chouraqui : La première fille de Michel
- 1984 : Blanche et Marie de Jacques Renard : Fernande
- 1985 : Le téléphone sonne toujours deux fois de Jean-Pierre Vergne : Annabella
- 1985 : Moi vouloir toi de Patrick Dewolf : Martine
- 1985 : 37°2 le matin de Jean-Jacques Beineix : Annie
- 1986 : La Femme secrète de Sebastien Grall : Camille
- 1986 : Justice de flic de Michel Gérard, Patrick Bourgue : Dorothée
- 1986 : La Gitane de Philippe de Broca : Elsa
- 1986 : La Vie dissolue de Gérard Floque de Georges Lautner : Cécile
- 1986 : Le Complexe du kangourou de Pierre Jolivet : Claire Chaumette, l'ancienne petite amie de Loïc
- 1987 : De sable et de sang de Jeanne Labrune : Marion
- 1988 : Sanguines de Christian François : Marine
- 1989 : Adrénaline d'Anita Assal et John Hudson (segment TV Buster)
- 1989 : Nocturne indien d'Alain Corneau : Christine
- 1989 : Le Silence d'ailleurs de Guy Mouyal : Jeanne
- 1989 : Morte Fontaine de Marco Pico : Kouka
- 1990 : Génial, mes parents divorcent ! de Patrick Braoudé : la mère de Julien
- 1990 : Niklaus et Sammy (Niklaus und Sammy) d'Alain Blauch
- 1991 : Les Années campagne de Philippe Leriche : la mère
- 1991 : Vent d'est de Robert Enrico : Anna
- 1992 : Abracadabra de Harry Cleven : Martha
- 1992 : Les Nuits fauves de Cyril Collard : Marianne
- 1992 : Toxic Affair de Philomène Esposito : Sophie
- 1993 : Les Braqueuses de Jean-Paul Salomé : Bijou
- 1993 : Abracadabra de Harry Cleven : Martha
- 1994 : À cran de Solange Martin : Clara
- 1994 : Le Cri du cœur d'Idrissa Ouedraogo : Deborah
- 1994 : La Vengeance d'une blonde de Jeannot Szwarc : Marie-Ange de la Baume
- 1995 : Les Misérables de Claude Lelouch : Catherine/Fantine
- 1996 : XY de Jean-Paul Lilienfeld : Sandrine Rey
- 1996 : Les Sœurs Soleil de Jeannot Szwarc : Gloria Soleil
- 2000 : Du côté des filles de Françoise Decaux-Thomelet : Liza
- 2000 : Room to rent (it) de Khaled El Hagar (en) : Vivienne
- 2001 : Reines d'un jour de Marion Vernoux : Michèle
- 2002 : Lawless Heart (en) de Tom Hunsinger, Neil Hunter : Corrine
- 2002 : Mauvais Esprit de Patrick Alessandrin : Béatrice Copy
- 2009 : La différence, c'est que c'est pas pareil de Pascal Laëthier : Anne
- 2009 : Victor de Thomas Gilou : Sylvie Saillard
- 2009 : Le Cœur tatoué de Myriam Mézières
- 2010 : Le Siffleur de Philippe Lefebvre : Viviane Vatinet
- 2011 : La Ligne droite de Régis Wargnier : Marie-Claude
- 2011 : Les Adoptés de Mélanie Laurent : Millie
- 2013 : Amour et Turbulences d'Alexandre Castagnetti : Marie
- 2016 : Demain tout commence de Hugo Gélin : Samantha
- 2018 : En mille morceaux de Véronique Mériadec : Nicole
- 2019 : Edmond d'Alexis Michalik : Sarah Bernhardt
- 2019 : Made in China de Julien Abraham : Annie
- 2020 : Boutchou d'Adrien Piquet-Gauthier : Odile
- 2021 : L'amour c'est mieux que la vie de Claude Lelouch : Clémentine, la flic
- 2024 : Finalement de Claude Lelouch : La brocanteuse
- 2024 : GTmax d'Olivier Schneider : Hélène
- 2025 : Connemara d'Alex Lutz

##### Courts métrages
- 1983 : Ballade sanglante, de Sylvain Madigan
- 1984 : Homicide by night, de Gérard Krawczyk
- 1987 : TV Buster de Anita Assal et John Hudson (diffusé dans le long-métrage Adrénaline)
- 1987 : Île flottante de Pascale Thirode
- 1993 : Rose d'Alain Berliner
- 1995 : Sept ans et demi de réflexion de Sylvie Flepp
- 1995 : Sans souci de Jean-Michel Isabel
- 1998 : Road Réveillon de Stefan Liberski
- 1999 : On… Off de Pierre-Jules Pochy et Xavier Morineau
- 2003 : État de grâce de Patrick Dell'Isola
- 2004 : Mona lisier de Clode Hingant
- 2005 : Comme tout le monde de Pierre-Paul Renders
- 2006 : Paul de Philippe Uchan
- 2012 : Toutes les nuits de Clémentine Célarié
- 2017 : Le Chant des cigales de Samuel Tuleda

#### Télévision
- 1987 : Johny Monroe de Renaud Saint-Pierre : Claire
- 1988 : Sueurs froides d'Étienne Brach : Anne
- 1989 : Morte fontaine de Marco Pico : Kouka
- 1990 : Coup de foudre : Alphonse et les menteuses / Mirage de Michel Wyn (court-métrage) : Isabelle Meyral
- 1991 : Poison d'amour d'Hugues de Laugardière : Agnès
- 1991 : Renseignements généraux d'Hugues de Laugardière : Lily Zigler
- 1992 : 2 bis, rue de la Combine de Igaal Niddam : Françoise
- 1992 : Turbulences d'Élisabeth Rappeneau : Constance
- 1993 : La Règle du silence de Marc Rivière et Marie Rivière : Clara
- 1994 : La Rage au cœur de Robin Davis : Jeanne
- 1996 : La Vie avant tout de Miguel Courtois : Liliana
- 1998 : La Femme d'un seul homme de Robin Renucci : Sabine
- 1998 : Il n'y a pas d'amour sans histoires de Jérôme Foulon : Monique
- 1999 : Les coquelicots sont revenus de Richard Bohringer : Nathalie
- 1999 : Les Enfants du jour d'Harry Cleven : Lisa
- 1999 : La Banquise de Pierre Lary : Clémence
- 2000 : La Cape et l'Épée de Jean-Jacques Amsellem : un des ménestrels
- 2000 : La Tribu de Zoé de Pierre Joassin : Zoé Melkian
- 2001 : Objectif bac de Patrick Volson : Sophie Rémy
- 2001 : Justice de femme de Claude-Michel Rome : Véronique Chevallier
- 2004 : Le Miroir de l'eau d'Edwin Baily : Josépha
- 2004 : Mon fils d'ailleurs de Williams Crépin : Coline
- 2004 : Bien dégagé derrière les oreilles d'Anne Deluz : Suzy Brilliant
- 2004 : Les Femmes d'abord de Peter Kassovitz : France
- 2005 : Un coin d'Azur de Heikki Arekallio : Madeleine « Mado » Neri
- 2005 : Les Vagues de Frédéric Carpentier : Myriam
- 2006 : Monsieur Léon de Pierre Boutron : Raymonde
- 2007 : Les Enfants d'Orion de Philippe Venault : Edwige
- 2008 : Sa raison d'être de Renaud Bertrand : Hélène
- 2009 : La Passion selon Didier de Lorenzo Gabriele : Juliette
- 2009 : Juste un peu d'@mour de Nicolas Herdt : Jeanne
- 2009-2010 : Les Bleus, premiers pas dans la police : Commissaire Nicole Mercier
- 2010 : Le Gendre idéal 2 d'Arnaud Sélignac : Olivia
- 2010 : Les Invincibles de Alexandre Castagnetti et Pierric Gantelmi d'Ile : Gisèle
- 2010 : Retour aux sources, documentaire[20]
- 2011 : Diffusion de la pièce Madame Sans-Gêne de Victorien Sardou, mise en scène Alain Sachs, au Théâtre Antoine
- 2011 : Marthe Richard de Thierry Binisti : Marthe Richard
- 2011 : J'ai peur d'oublier de Élisabeth Rappeneau : Fabienne
- 2013 : R.I.S Police scientifique (Série TV saison 8 - épisode 11) : La Menace (Nicole Langlois) - réalisation : Hervé Brami
- 2013 : R.I.S Police scientifique (Série TV saison 8 - épisode 12) : Double Jeu (Nicole Langlois) - réalisation : Hervé Brami
- 2013 : Vestiaires (saison 3 - épisodes 1, 12 et 31) de Vincent Burgevin : La star
- 2013 : Debout de Clémentine Célarié (documentaire)
- 2013 : Myster Mocky présente (épisode Deux cœurs solitaires) de Jean-Pierre Mocky
- 2014 : Meurtres à Rocamadour de Lionel Bailliu : Sophie Lacaze
- 2014 : Vestiaires (saison 4 - épisodes 1, 15, 21 et 35) de Vincent Burgevin : La star
- 2014 : Scènes de ménages (prime-time L'Album de famille) : Marianne, la marraine de Fabien
- 2014 : Accusé (épisode L'histoire d'Hélène) de Julien Despaux : Hélène Vidal
- 2015 : Les Yeux ouverts de Lorraine Lévy : Anne
- 2015 : Lebowitz contre Lebowitz série de Frédéric Berthe : Paule Lebowitz
- 2018 : Lebowitz contre Lebowitz (saison 2) : Paule Lebowitz
- 2018 : Mystère à l'Élysée de Renaud Bertrand : Madeleine Gassard
- 2019 : L'Art du crime (épisode La malédiction d'Osiris) : Nathalie Valon
- 2019 : Classe unique de Gabriel Aghion : Lucie
- Depuis 2020 : Police de caractères de Gabriel Aghion : Louise Poquelin
- 2023 : Les Randonneuses, mini-série de Frédéric Berthe : Noémie
- 2023 : Un destin inattendu, téléfilm de Sonia Rolland : Dame Clochette
- 2024 : Mémoire vive d'Arnaud Malherbe : Esther Lefèvre
- 2024 : Le Remplaçant (saison 2) : Maylis Vidal
- 2024 : À l'épreuve d'Akim Isker : Dessailly
- 2025 : Enquête en famille, mini-série de Dominique Farrugia : Claire Rochette
- 2026 : Le Diplôme de Philippe Lefebvre et Vianney Lebasque : Delphine

### Discographie

#### Albums
- 1996 : Pas l'âme d'une dame, CD 13 titres + titres cachés. (Sensitive Music)
- 2006 : Family Groove, CD 15 titres + Mont Ventoux, titre caché. (X-Plorians/Éric Serra)

#### Participations
- 1982 : Le Fou rire, en duo avec Jean-Pierre Castaldi (Disc'AZ)
- 1982 : Oui Docteur, en duo avec Jean-Pierre Castaldi (Disc'AZ)
- 1992 : Le Strict superflu, texte lu extrait du coffret 6 CD Jacques Prévert et Ses Interprètes (PolyGram Music)
- 2001 : Tengo Nada, extrait de l'album It's About de Charles Schillings (Pschent music)
- 2007 : Un peu d'air pur et Hop !, en duo avec Véronique Sanson, titre inédit extrait du triple Best of Petits Moments choisis (Warner Music France)
- 2008 : Là-bas, en duo avec Tismé, titre extrait de l'album solidaire multi-interprètes Enfants Soldats d'Ici et d'Ailleurs (Univerbal)
- 2009 : Hymne MICI, en soutien à l'AFA

## Distinctions

### Récompenses
- Trophée des femmes en or 2005 dans la catégorie Spectacle
- Festival de la fiction TV de La Rochelle 2011 : prix d'interprétation féminine pour J'ai peur d'oublier[21]
- Global Motion Picture Award 2018 : prix d'interprétation pour En mille morceaux
- Festival Séries Mania 2023 : prix de la meilleure actrice dans la catégorie compétition française pour Les Randonneuses

### Nominations
- César 1987 : César de la meilleure actrice dans un second rôle pour 37°2 le matin
- César 1990 : César de la meilleure actrice dans un second rôle pour Nocturne indien
- Molières 2002 : Molière de la comédienne pour Madame Sans-Gêne
- Festival de télévision de Monte-Carlo 2012 : meilleure actrice pour J'ai peur d'oublier
- Trophée des femmes en or 2015 : la catégorie Spectacle
- Molières 2017 : Molière de la comédienne dans spectacle de théâtre privé pour Darius

### Décorations
- Commandeur de l'ordre des Arts et des Lettres Elle est promue commandeur le 12 mars 2019[22].